# Libertador (Sucre)
Pour les articles homonymes, voir Libertador.
Libertador est l'une des quinze municipalités de l'État de Sucre au Venezuela. Son chef-lieu est Tunapuy. En 2011, la population s'élève à 9 586 habitants.

## Géographie

### Subdivisions
La municipalité est divisée en deux paroisses civiles avec, chacune à sa tête, une capitale (entre parenthèses) :
- Campo Elías (Guayana) ;
- Tunapuy (Tunapuy).